# Берггрен, Том
Том Ле́ннарт Бе́рггрен (швед. Tom Lennart Berggren; род. 26 июня 1942) — шведский кёрлингист.
В составе мужской сборной команды Швеции серебряный призёр чемпионата мира 1974. Чемпион Швеции среди мужчин.
Играл на позиции третьего.

## Достижения
- Чемпионат мира по кёрлингу среди мужчин: серебро (1974).
- Чемпионат Швеции по кёрлингу среди мужчин: золото (1974).

## Команды
| Сезон   | Четвёртый  | Третий       | Второй      | Первый       | Турниры            |
| ------- | ---------- | ------------ | ----------- | ------------ | ------------------ |
| 1973—74 | Ян Ульстен | Том Берггрен | Андерс Гран | Рогер Бредин | ЧШМ 1974 · ЧМ 1974 |

(скипы выделены полужирным шрифтом)

## Частная жизнь
Его сын Никлас Берггрен — также кёрлингист, выступал за мужскую сборную Швеции на четырёх чемпионатах мира.